# 최승돈
최승돈(崔承燉, 1969년 2월 24일 ~ )은 대한민국의 KBS 아나운서이다.

## 학력
- 1975년 ~ 1980년 : 대광초등학교 졸업
- 1981년 ~ 1984년 : 용문중학교 졸업
- 1984년 ~ 1987년 : 상문고등학교 (12회) 졸업
- 1987년 ~ 1994년 : 고려대학교 사범대학 영어교육학과 졸업 (1987학번)
- 1999년 ~ 2000년 : 카디프 대학교 대학원 언론학과 졸업

## 경력
- 1994년 2월 1일 : KBS 공채 20기 아나운서로 입사
- 1999년 5월 ~ 9월, 2000년 9월 ~ 2001년 4월 : KBS 제주방송총국 지역근무
- 2001년 4월 : KBS 서울본국 본사 아나운서실에서 복귀함
- 2024년 11월~ 2025년 10월: KBS 수신료국
- 2025년 10월~ : KBS 대전방송총국 아나운서 다시 지역근무 발령

## 스포츠 캐스터 경력
| 연도   | 방송사       | 스포츠 캐스터 경력                  | 비고                       |
| ------ | ------------ | ----------------------------------- | -------------------------- |
| 1996년 | KBS 서울본국 | 1996년 애틀란타 올림픽 캐스터       |                            |
| 1998년 | KBS 서울본국 | 1998년 방콕 아시안게임 캐스터       |                            |
| 1999년 | KBS 제주총국 | 1999년 백호기 축구대회 캐스터       | KBS 제주총국 지역근무 당시 |
| 2000년 | KBS 제주총국 | 2000년 백호기 축구대회 캐스터       | KBS 제주총국 지역근무 당시 |
| 2000년 | KBS 서울본국 | 2000년 시드니 올림픽 캐스터         |                            |
| 2002년 | KBS 서울본국 | 2002 한일 월드컵 캐스터             |                            |
| 2004년 | KBS 서울본국 | 2002년 부산 아시안게임 캐스터       |                            |
| 2004년 | KBS 서울본국 | 2004 아테네 올림픽 캐스터           |                            |
| 2006년 | KBS 서울본국 | 2006 독일 월드컵 캐스터             |                            |
| 2006년 | KBS 서울본국 | 2006 도하 아시안게임 캐스터         |                            |
| 2008년 | KBS 서울본국 | 2008 베이징 올림픽 캐스터           |                            |
| 2010년 | KBS 서울본국 | 2010 광저우 아시안게임 캐스터       |                            |
| 2012년 | KBS 서울본국 | 2012 런던 올림픽 캐스터             |                            |
| 2013년 | KBS 서울본국 | 2013년 FIFA U-20 월드컵 캐스터      |                            |
| 2013년 | KBS 서울본국 | 2013년 FIFA 컨페더레이션스컵 캐스터 |                            |
| 2014년 | KBS 서울본국 | 2014 소치 동계올림픽 캐스터         |                            |
| 2014년 | KBS 서울본국 | 2014 브라질 월드컵 캐스터           |                            |
| 2014년 | KBS 서울본국 | 2014년 인천 아시안 게임 캐스터      |                            |
| 2015년 | KBS 서울본국 | 2015년 FIFA U-17 월드컵 캐스터      |                            |
| 2016년 | KBS 서울본국 | 2016년 코파 아메리카 캐스터         |                            |
| 2016년 | KBS 서울본국 | 2016년 리우데자네이루 올림픽 캐스터 |                            |
| 2016년 | KBS 서울본국 | 2016년 FIFA 풋살 월드컵 캐스터      |                            |
| 2017년 | KBS 서울본국 | 2017년 FIFA 비치사커 월드컵 캐스터  |                            |
| 2017년 | KBS 서울본국 | 2017년 FIFA U-20 월드컵 캐스터      |                            |
| 2018년 | KBS 서울본국 | 2018 평창 동계 올림픽 캐스터        |                            |
| 2018년 | KBS 서울본국 | 2018년 러시아 월드컵 캐스터         |                            |
| 2018년 | KBS 서울본국 | 2018년 자카르타 아시안 게임 캐스터  |                            |
| 2026년 | KBS 대전총국 | 2026 K리그1 대전하나시티즌 캐스터   | KBS 대전총국 지역근무      |

## 진행

### 텔레비전

#### 프로그램
| 연도        | 방송사     | 프로그램                                    | 담당               | 진행 기간                         | 비고 |
| ----------- | ---------- | ------------------------------------------- | ------------------ | --------------------------------- | --- |
| 1994 ~ 1995 | KBS2       | 퀴즈로 배웁시다                             | 진행               |                                   | |
| 1994 ~ 1995 | KBS1       | 생방송 심야토론                             | 패널               |                                   | |
| 1995        | KBS1       | 신세대 보고 - 어른들은 몰라요               | 임시 진행          | 1995년 8월 10일                   | 22회 |
| 1995        | KBS2       | 생방송 홈런 일요일                          | 진행               |                                   | |
| 1995        | KBS2       | 행운의 일요특급                             | 진행               |                                   | |
| 1995        | KBS2       | 스포츠 중계석                               | 진행               |                                   | |
| 1995        | KBS2       | 가족오락관                                  | 남성팀 도전자      | 1995년 5월 4일                    | |
| 1996        | KBS2       | 가족오락관                                  | 남성팀 도전자      | 1996년 4월 10일                   | |
| 1995        | KBS2       | 퀴즈탐험 신비의세계                         | 도전자             |                                   | |
| 1995        | KBS2       | 퍼즐 특급열차                               | 도전자             |                                   | |
| 1996        | KBS2       | 감동 깜짝쇼                                 | 진행               |                                   | |
| 1997 ~ 1998 | KBS2       | 퍼즐 특급열차                               | 진행               | 1997년 8월 4일 ~ 1998년 6월 7일   | |
| 1997        | KBS2       | KBS 스포츠뉴스 (KBS 2TV)                    | 진행               |                                   | |
| 1997        | KBS1       | 제1회 대한생명배 세계여자아마바둑선수권대회 | 개최/폐회식 진행자 | 1997년 9월 2일 ~ 1997년 9월 5일   | |
| 1998        | KBS2       | 쇼! 행운을 잡아라                           | 진행               |                                   | |
| 1998        | KBS2       | 브라보 신세대                               | 진행               |                                   | |
| 1998        | KBS2       | 이색도전 별난대결                           | 진행               |                                   | |
| 1999        | KBS2       | TV 명인전                                   | 출연               |                                   | |
| 1999        | KBS제주1   | KBS 뉴스광장 제주                           | 진행               | 1999년 5월 ~ 1999년 9월           | |
| 2000        | KBS제주1   | KBS 뉴스 9 제주                             | 진행               | 2000년 9월 ~ 2001년 3월           | |
| 2000        | KBS제주1   | KBS 뉴스네트워크 제주                       | 진행               | 2000년 9월 ~ 2001년 3월           | |
| 2001        | KBS1       | 비바 월드컵                                 | 진행               |                                   | |
| 2002        | KBS2       | 풍물기행 세계를 가다                        | 진행               |                                   | |
| 2002        | KBS2       | 여기는 TV 정보센터                          | 진행               |                                   | |
| 2005        | KBS2       | 색다른 오후                                 | 진행               |                                   | |
| 2008 ~ 2010 | KBS1       | 퀴즈 대한민국                               | 진행               | 2008년 11월 23일 ~ 2010년 5월 9일 | |
| 2008        | KBS2       | 해피 선데이                                 | 진행               |                                   | 날아라 슛돌이 |
| 2009        | KBS1       | 도전! 골든벨                                | 출연               | 2009년 4월 12일                   | 471회 서울 상문고등학교 편 출신 동문으로 출연                                                                        |
| 2010        | KBS2       | 다큐멘터리 3일                              | 출연               |                                   | 164회 세상을 여는 목소리 - KBS 아나운서 3일                                                                          |
| 2014        | KBS2       | 따봉! 월드컵                                | 진행               |                                   | |
| 2017        | KBS1       | 트루밥쇼                                    | 진행               | 2017년 3월 24일 ~ 2017년 4월 7일  | 시범편성 |
| 2019        | KBS1       | 전국노래자랑                                | 참가자             | 2019년 3월 3일                    | (공사창립특집 아나운서 노래자랑 편) - 최우수상                                                                       |
| 2020        | KBS1       | 전국노래자랑                                | 참가자             | 2020년 1월 26일                   | 설특집 2020 - 돌아온 전설' - 장려상                                                                                  |
| 2018        | KBS1       | 아침마당                                    | 출연               | 2018년 8월 6일                    | 8176회 월요토크쇼 베테랑 - 《아시안 게임 미리보기 스포츠 중계의 神과 함께》                                          |
| 2020        | KBS1       | 아침마당                                    | 출연               | 2020년 10월 19일                  | 8736회 월요토크쇼 명불허전 - 《어서와 ~ 가수는 처음이지?》                                                           |
| 2020        | KBS1       | 아침마당                                    | 출연               | 2020년 12월 14일                  | 8775회 월요토크쇼 명불허전 - 《2020년 당신 덕분에 웃었습니다》                                                       |
| 2023        | KBS1       | 아침마당                                    | 임시진행           | 7월 27일 ~ 7월 28일               | 9444회(2023 재난피해 특집) 2023 재난극복 우리함께 - 《안전한 여름나기 (9444회)》 ~ 9445회 특별생방송 이상 동일한 2부 |
| 2020        | KBS1       | 6시 내고향                                  | 임시진행           | 2020년 8월 6일 ~ 2020년 8월 28일  | 7099회 ~ 7102회 |
| 2025        | KBS대전1TV | KBS 뉴스 9 대전·세종·충남                   | 주말 무작위 진행   | 2025년 10월 ~                     | |

#### 스포츠 중계방송
- 축구 핸드볼 탁구 펜싱 배드민턴 양궁 복싱 싸이클 역도 태권도 유도 육상 마라톤 럭비 보디빌딩 중계방송 다수 진행

### 라디오

#### 프로그램
- 1999년 : KBS제주 제1라디오 《일요일 아침이 좋다》 달리는 아침,
- 2000년 : KBS제주 제1라디오 《달리는 아침》
- 2020년 11월 7일 ~ 2021년 9월 26일 : KBS 1라디오 《최승돈의 시사본부(주말)》
- 2021년 10월 2일 ~ 2024년 11월 : KBS 1라디오 《주말 생방송 정보쇼》
- 2025년 10월 ~ : KBS대전 제1라디오 《정시 뉴스》 (평일 9시뉴스,정오뉴스)
- 2025년 10월 ~ : KBS대전 제1라디오 《5시N 대.세.남》

## 저서
- 2001년 《월드컵도 하는데 축구장 하나 살까》, 평단문화사 ISBN 8973431412

## 수상
- 2019년 공사창립특집 《전국노래자랑》 최우수상

## 영화
- 우리 생애 최고의 순간 : 캐스터 역

## 어록
- 지금 제3국의 중계방송단이 있습니다. 중계방송을 하다가 볼펜을 던졌어요. (2006년 아시안 게임 남자 핸드볼 준결승 중계방송 중)
- 언니들의 졸업식이 1분 남았습니다. (2008년 하계 올림픽 핸드볼 3·4위전 중계방송 중)
- 여러분이라면 이 경기를 보시겠습니까? 신아람 선수는 이 경기를 하겠습니까? 저라면 이 경기를 중계방송하겠습니까? (2012년 하계 올림픽 펜싱 신아람 선수 1초 사건으로 분한 감정)